# Limonia pallidipleura
Limonia pallidipleura är en tvåvingeart som beskrevs av Alexander 1924. Limonia pallidipleura ingår i släktet Limonia och familjen småharkrankar. Inga underarter finns listade i Catalogue of Life.